# Ромбофиллум
Ромбофиллум (лат. Rhombophyllum) — род суккулентных растений семейства Аизовые (Aizoaceae), произрастающий на территории Капской провинции ЮАР.

## Название
Родовое латинское название Rhombophyllum происходит от греческих слов rhombos, — «ромб», и phyllon, — «лист». 

## Ботаническое описание

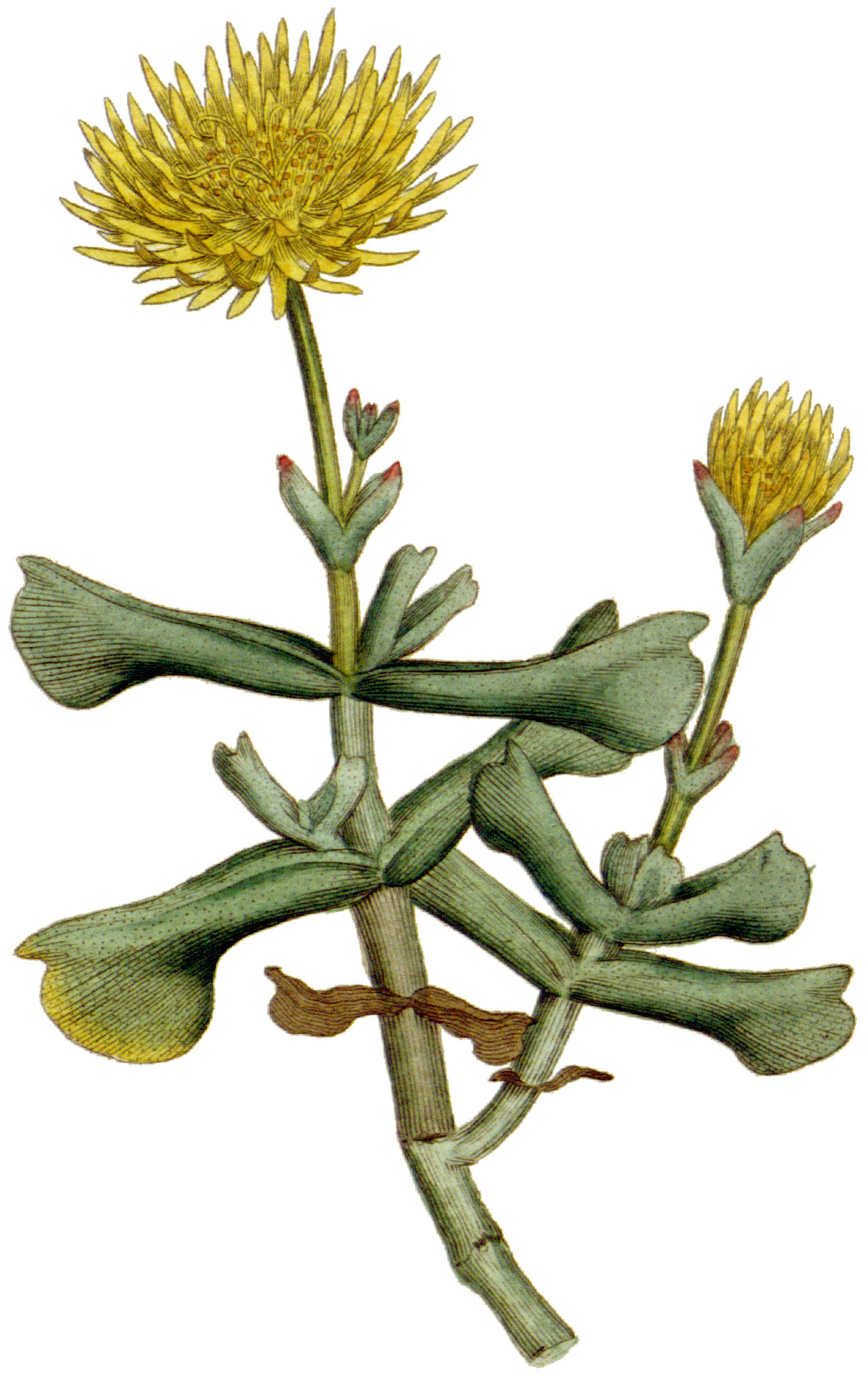
Ботаническая иллюстрация Rhombophyllum dolabriforme

Представители рода — низкие, компактные и густоветвистые кустарники. Они также могут быть описаны как хохлатые многолетники. У них характерны корни в виде клубней. Листья перекрещиваются и слегка срастаются, образуя скученные серповидные формы с тускло-зеленой окраской. На нижней дистальной поверхности листьев могут присутствовать выступающие зубцы или горбинки (в случае с Rhombophyllum dolabriforme), либо они могут быть лодковидной формы с более яркой зеленой окраской и белой каймой (в случае с Rhombophyllum dolabriforme). Эпидермис листьев обычно гладкий и содержит поверхностные устьица. Внешние стенки эпидермиса толстые, с кристаллическим слоем. Центральная водная ткань растений имеет молочно-белую окраску, похожую на тех что имеют растения рода Герероа (Hereroa).
Цветки обычно появляются по одному или группами из трех на длинных, стойких цветоносах, которые имеют дихотомическую разветвленность и могут достигать до 40 мм в диаметре. Цветки открываются во второй половине дня или вечером. У них пять чашелистиков, которые почти равны и имеют ланцетную форму. Лепестки расположены примерно в трех рядах, они линейные и окрашены в желтый цвет, а с обратной стороны к кончикам они могут иметь красноватый оттенок. Тычинки могут иметь голые или бородатые нити. В нектарнике цветков присутствуют пять отдельных зубчатых железок. Завязь верхняя и имеет плоскую форму. Плаценты находятся у стенок завязи, а рылец имеет пять нитевидных выростов. Плоды этих растений представляют собой пятигнездные коробочки, у которых створки снабжены высокими венчиками. Они имеют сходство с типом растений рода Митрофиллум (Mitrophyllum), но отличаются наличием двудольных, плоских и крупных замыкающих тел. Локулы внутри плода глубокие, а покрывающие мембраны имеют выступы на дистальных нижних поверхностях. Кили плода расширяются, преимущественно разделены у основания, а крылья створок очень узкие. Семена этих растений имеют яйцевидную форму и могут быть от коричневого до темно-коричневого цвета.

## Таксономия
Rhombophyllum (Schwantes) Schwantes, первое описание в Z. Sukkulentenk. 3: 23 (1927).

### Виды
Подтвержденные виды (5) по данным сайта Plants of the World Online на 2023 год:
| Название                                                                  | Изображение | Описание |
| ------------------------------------------------------------------------- | ----------- | --- |
| Rhombophyllum albanense (L.Bolus) H.E.K.Hartmann                          |             | |
| Rhombophyllum dolabriforme (L.) Schwantes — Ромбофиллум долотовидный      |             | Это суккулентное растение обильно ветвится и достигает высоты до 30 см. Его листья имеют длину около 2,5-3 см и ширину 1-1,5 см. Листья расположены супротивно и перекрещиваются, срастаясь в короткое влагалище. Они с плоскими боковыми поверхностями, расширяющимися в клиновидную форму и заканчивающимися похоже на коренной зуб. Листья гладкие, зеленые, с прозрачными точками. Корень этого растения является длинным и реповидным. Цветки имеют форму ромашки и окрашены в золотисто-желтый цвет. Диаметр цветков достигает до 4 см, а на одном цветоносе образуется от 3 до 5 цветков. Цветение происходит с июля по август. Открытие цветков происходит во второй половине дня. |
| Rhombophyllum dyeri (L.Bolus) H.E.K.Hartmann                              |             | |
| Rhombophyllum nelii Schwantes                                             |             | Компактный суккулент похожий на Rhombophyllum dolabriforme. Он обильно разветвляется у основания, что придает кусту более открытый и беспорядочный вид, а внутренние стебли становятся черноватыми в дистальной части. Листья имеют серовато-зеленый цвет и рассеченные верхушки. Они шероховатые с выпуклыми точками и достигают длины до 20 мм. Листья парные, длиной 15-20 мм и шириной 4-8 мм. На их концах имеются две лопасти разной степени, а их цвет бледно-голубовато-зеленый или сизоватый. Эпидермис листьев слегка шероховатый из-за выпуклых точек, а поверхность покрыта сплошным восковым слоем, который разделяется на пластинки, по одной на каждом листе. Устьица на листьях лишь немного вдавлены. Цветки состоят из 1-3 штук. Прицветники имеют заметные дорсальные горбы или деления. Прицветники занимают примерно половину длины длинных цветоножек и имеют диаметр 20-30 мм. Цветки содержат 50-80 желтых лепестков длиной до 20 мм и шириной 1 мм, которые имеют размыто-пурпурный оттенок. У цветков также есть 110-160 тычинок с белыми нитями и желтыми пыльниками. Цветет летом. Плоды имеют относительно низкий венчик. Крылья створок очень узкие, и они расширяются широко у основания. Семена имеют овальную форму и размеры около 0,6 мм в длину и около 0,4 мм в ширину. |
| Rhombophyllum rhomboideum (Salm-Dyck) Schwantes — Ромбофиллум ромбический |             | Обильно ветвящийся компактный многолетник. У него имеется 8-10 листьев, расположенных в форме розетки. Листья гладкие, имеют ромбовидную форму, с плоской-вогнутой верхней частью и выпуклой-килевидной нижней частью. Длина листьев составляет примерно 1-2 см. У растения также появляется золотисто-желтый цветок диаметром до 3 см, который развивается из красной почки. |

## Распространение
Восточно-Капская провинция представляет собой место обитания для пяти видов растений, которые преимущественно встречаются в субтропических зарослях растительности около городов Уитенхаге и Порт-Элизабет. Кроме того, изолированная популяция этих растений была обнаружена в юго-восточном углу Северного мыса, недалеко от Храфф-Рейнет в Большом Кару.